# Comuna Berezivka, Hrebinka
Berezivka (în ucraineană Березівка) este o comună în raionul Hrebinka, regiunea Poltava, Ucraina, formată din satele Berezivka (reședința) și Korniivka.

## Demografie
Componența lingvistică a comunei Berezivka
     Ucraineană (95,25%)
     Rusă (4,19%)
Conform recensământului din 2001, majoritatea populației comunei Berezivka era vorbitoare de ucraineană (95,25%), existând în minoritate și vorbitori de rusă (4,19%).